# Edelson Moura
Edelson da Silva Moura (Lagarto, 8 de agosto de 1954), mais conhecido como Edelson Moura, é um compositor e radialista brasileiro. É autor de músicas cantadas por todo o Brasil, gravadas por grandes nomes da música brasileira, como Amado Batista, Leandro e Leonardo, Waldick Soriano, Carmem Silva, Chico Rey e Paraná, Eduardo Costa, Marcos e Belutti, Trio Parada Dura, Fernando Mendes e muitos outros artistas. No exterior, Edelson tem suas músicas gravadas e editadas em países como Portugal, Argentina, Alemanha, entre outros. Para Amado Batista, Edelson compôs sucessos como "Chance", "Bolívia", "Quem Vai Morrer Sou Eu", "Morena Boa", "Você Não Voltou", entre outras. Suas letras falam de amor. Pai de 4 filhos, é casado com Zélia Maria desde 1982. Sua passagem pela Rádio Nacional por 23 anos, lhe trouxe conhecimento da profissão e levou sua voz às diversas regiões brasileiras, tornando-o mais reconhecido na Amazônia. e, segundo o Guinness Book, que é o livro dos recordes, é o radialista mais ouvido do Brasil, chegando diariamente a mais de 20 milhões de pessoas no país. Seus programas são distribuídos para cerca de 4 mil emissoras. 
Aos 11 anos se apresentava em programas de calouros realizados pelo hoje jornalista Euler Ferreira. Na época ganhou prêmios, tendo sido agraciado com o título de melhor cantor mirim da região. Em 1971, foi a Brasília, onde se dedicou a compor músicas para outros artistas. Foi através da música que chegou ao Rádio, pois, ao participar de concursos e festivais, sentiu a necessidade de divulgar os trabalhos entre as emissoras da Capital Federal.
Edelson também tem uma atuação destacada como cantor do  gênero brega, tendo lançado seu primeiro álbum com em 1983, com a faixa-título Adeus Amor, pela Oxente Music, posteriormente publicando mais três discos em 1985, 1987 e 1989. Recentemente, em 2019 lançou pela Cooperbrasmusic o álbum Para mais de sessenta, dentre seus principais sucessos estão Um milhão de lágrimas, O que mata é a solidão, Quem bate nunca se lembra, Acabe comigo, Essa tarde só houve promessas e muitos outros.
É considerado a maior lenda viva do rádio brasileiro. 